# La Campiña de San Pedro
La Campiña de San Pedro är en ort i Mexiko.   Den ligger i kommunen Navolato och delstaten Sinaloa, i den västra delen av landet, 1 100 km nordväst om huvudstaden Mexico City. La Campiña de San Pedro ligger 19 meter över havet och antalet invånare är 110.
Terrängen runt La Campiña de San Pedro är mycket platt. Runt La Campiña de San Pedro är det ganska tätbefolkat, med 155 invånare per kvadratkilometer. Närmaste större samhälle är Navolato, 7,2 km väster om La Campiña de San Pedro. Trakten runt La Campiña de San Pedro består till största delen av jordbruksmark.